# Una maruja, un entrecejo y un pionero del aire
«Una maruja, un entrecejo y un pionero del aire» fue el primer episodio de la sexta temporada de la serie de televisión La que se avecina. Su primer pase en televisión fue en Telecinco el 1 de octubre de 2012, estrenándose con un 27,1% de cuota de pantalla y 5 400 000 espectadores, siendo el capítulo más visto de su historia hasta el momento.

## Argumento
Antonio, acompañado en el juzgado por su mujer, se enfrenta a una posible denuncia por el centollazo que lanzó contra el (todavía) presidente de José Luis Rodríguez Zapatero. El mayorista se ofende y acusa al Gobierno anterior de adelantar las elecciones para que este se pudiera presentar. Sin embargo, una petición firmada por el Rey, le da el indulto. Antonio se niega ya que prefiere ir a la cárcel y que le glorifiquen como héroe, sin embargo es expulsado. En la calle, esperando que la gente acuda y le acompañe en esos difíciles momentos por los que ha pasado, este ve que no tiene ningún fan esperándole y manda al conserje a alzar la pancarta.
En el Bajo B, Judith ahora como ama de casa, es la mujer de Enrique y desempeña su trabajo realizando las tareas domésticas de su hogar conyugal. Muy estresada con todo lo que le rodea, decide poner punto final a su mandato en la presidencia de la comunidad y dedicar más tiempo a tratar de adaptarse a su nueva vida de casada.
Lo mismo ocurre en el hogar de los Recio, que deciden protestar a la presidenta. Asomados por el balcón, junto a Leo e Izaskun, le comunican el problema pero ella les ignora ya que es su último día como ejecutiva. Enrique opta por encargarse del problema hasta el día siguiente, que cuando una vez finalizado el año de presidencia de Judith, los vecinos se reunirán en el edificio para elegir a su sucesor. Sin embargo, la inminente renovación de la cúpula directiva abre una encarnizada guerra de sucesión entre los propietarios de Mirador de Montepinar, mientras una cigüeña pone un nido en la azotea del edificio. Mientras, la psicóloga planteará a sus amigas salir a celebrarlo y Antonio, por su parte, volverá a causar serios problemas al resto de sus vecinos.
Por otra parte, Raquel y Lola protagonizan continuas y acaloradas discusiones por culpa de Javi. Temiendo los efectos negativos que la ruptura de su amistad podría ocasionar en la pandilla, las chicas buscarán la manera de reconciliarlas. Mientras, Maxi, Leo y Vicente viajan hacía Albacete para rescatar a su amigo de las garras de su madre Justi que le aleccionó para que este encauzara su caótica vida en el pueblo. Amador, tras regresar a Montepinar, intentará conquistar nuevamente a su exmujer, sin embargo, conseguir su objetivo no será fácil, ya que Maite, convertida en una ejecutiva de éxito, mostrará escaso interés en sus idílicas intenciones.
Mientras tanto un nido de cigüeñas se posa en la terraza del edificio y el grupo de vecinos de los hombres intentan echarlos pero no lo consiguen al principio.
Un grupo de protectores de cigüeñas llega a montepinar porque las cigüeñas estaban ahí.

## Reparto

### Principal
Lista según actor y personaje
- Ricardo Arroyo ... Vicente Maroto
- Mariví Bilbao ...	Izaskun Sagastume
- Cristina Castaño ... Judith Becker
- Pablo Chiapella ... Amador Rivas
- Eduardo García ... Fran Pastor Madariaga
- José Luis Gil ... Enrique Pastor
- Macarena Gómez ... Lola Trujillo
- Eduardo Gómez ... Máximo Angulo
- Nacho Guerreros ... Coque Calatrava
- Eva Isanta ... Maite Figueroa
- Cristina Medina ... Nines Chacón
- Isabel Ordaz ... Araceli Madariaga
- Antonio Pagudo ... Javier Maroto
- Vanesa Romero ... Raquel Villanueva
- Jordi Sánchez ... Antonio Recio
- Luis Miguel Seguí ... Leonardo Romaní
- Nathalie Seseña ... Berta Escobar
- Carlota Boza ... Carlota Rivas Figueroa
- Fernando Boza ... Nano Rivas Figueroa
- Rodrigo Espinar ... Rodrigo Rivas Figueroa

### Episódico
Lista según actores
- Celso Parada
- Elvira Cuadrupani
- Sergio Caballero
- Antonio Pequena
- Pilar Ordóñez
- David Tenreiro
- Paula Galimberti
- Viviane Araújo
- Carmelo García
- Lius Espinosa
- Josep María Riera
- Mikel Martín

## Polémicas

### Filtración del episodio
En septiembre de 2012, el episodio fue filtrado a Internet pudiéndose ver en exclusiva —antes de tiempo— en distintas páginas webs de descargas. La filtración se produjo el día 20 y aunque se desconoce la procedencia del archivo, todo pareció indicar que el vídeo fue sustraído de la plataforma en línea de Mediaset España. Poco después, el grupo de comunicación emitió un comunicado en que se aseguraron de «haber identificado a la persona responsable de la sustracción y difusión ilegal del capítulo de estreno de la próxima temporada de su serie La que se avecina». Por su parte, Alberto Caballero, creador y guionista, mostró su preocupación en Twitter asegurando estar catatónico con lo sucedido y posteriormente explicando a sus seguidores que «parece ser que no ha llegado a estar disponible en Mitele, directamente lo han pirateado de la web». También por esa misma línea siguió Mirta Drago, directora de comunicación de Mediaset. A través de la famosa red social comentó sobre el suceso: "de acuerdo con nuestros primeros informes, el capítulo pudo haber sido robado. Lo estamos investigando". Sin embargo, la compañía informó que "de acuerdo con los datos a disposición del grupo, se trata de una persona que cuenta con varias páginas web en las que, de forma ilegal, ofrece contenidos de otras cadenas de televisión".
A pesar de esta polémica, lo cierto es que en anteriores temporadas de la serie, siempre los episodios eran ofrecidos por adelantado en plataformas de pago como ONO o Movistar TV, teniendo como consecuencia  filtraciones gratuitas. De hecho, el segundo episodio de esta temporada, fue ofrecido a través de este sistema, y también se difundió de forma gratuita. Pero tras la emisión de este episodio, Mediaset prescindió de ofrecer los capítulos de esta serie en las plataformas citadas a precios simbólicos. 
Al margen de la gran difusión gratuita de este primer episodio de temporada a través de Internet, fue el capítulo más visto de la historia de la serie.

## Recepción
«Una maruja, un entrecejo y un pionero del aire» nombre que da título al primer capítulo correspondiente a la sexta temporada de la serie, fue estrenado y emitido por primera vez el 1 de octubre de 2012 en Telecinco. La ficción regresó batiendo récords de audiencia, registrando su segundo mejor resultado histórico con un total de 5,4 millones de espectadores y un 27,1% de cuota de pantalla, pese a la fuerte competencia y a la filtración del episodio por Internet. Destacar que más de 10 000 000 de espectadores conectaron en algún momento con el capítulo de estreno durante su emisión y que también posee el minuto de oro del día en torno a los seis millones de espectadores.
También destacó el éxito en las redes sociales, donde se convirtió en un fenómeno social con la inclusión de varios trending topics hasta cinco horas anterior al estreno de la serie y llegar a posicionarse en más de una ocasión a los TT mundiales.
Su segundo pase en televisión fue el 1 de noviembre de 2012 en el canal Factoría de Ficción. El capítulo en cuestión obtuvo un seguimiento del 4,9% de share y más de 670 mil espectadores lo que hizo que ocupará el ranking de los diez espacios más vistos en TDT colocándose en cuarta posición con el episodio emitido a partir de las 18:28 horas.